# فرودگاه شهرستان فالن
فرودگاه شهرستان فالن (به انگلیسی: Fallon Municipal Airport) یک فرودگاه همگانی بهره‌برداری هوایی با کد یاتا FLX است که یک باند فرود آسفالت دارد و طول باند آن 1738 متر است. این فرودگاه در کشور ایالات متحده آمریکا قرار دارد و در ارتفاع 1208 متری از سطح دریا واقع شده است.